# Pozo Santo (Porches)
El Pozo Santo (a veces también llamado Pozo Santo de la Virgen) es un pozo ubicado pueblo de Porches, freguesia de Lagoa, distrito de Faro, en Portugal.
Situado en la carretera del Pozo Santo, vía que une las localidades de Caramujeira/Valle del Rey, freguesia de Lagoa, a la localidad de Porches, la fecha exacta de la construcción de este pozo es actualmente desconocida, pero se sabe que fue siempre considerado como un lugar sagrado y de peregrinación por el pueblo cristiano para el pagamiento de promesas, pedir gracias a la Santísima Virgen María, o simplemente por una devoción mariana, y se puede visitar a pie o en vehículos de motor.
Junto al Pozo Santo se construyó un pequeño monumento/capilla dedicada a Nuestra Señora.